# Henri Eberhardt
Martin Henri Eberhardt (* 27. November 1913 in Riedisheim; † 4. Juli 1976 in Beaune) war ein französischer Kanute.

## Erfolge
Henri Eberhardt gewann bei den Europameisterschaften 1934 in Kopenhagen im Einer-Kajak mit dem Faltboot auf der 10.000-Meter-Strecke die Silbermedaille.
Zweimal nahm er danach an Olympischen Spielen teil. Bei den Olympischen Spielen 1936 in Berlin gewann er sogleich eine Silbermedaille im Einer-Kajak mit dem Faltboot. Auf der Regattastrecke Berlin-Grünau gehörten er zu dem insgesamt 13 Starter umfassenden Teilnehmerfeld der 10.000-Meter-Distanz. In einer Rennzeit von 50:04,2 Minuten überquerte er als Drittplatzierter die Ziellinie, drei Sekunden hinter dem siegreichen Österreicher Gregor Hradetzky und 2,3 Sekunden vor dem Deutschen Xaver Hörmann. Auf der 1000-Meter-Distanz mit dem herkömmlichen Einer-Kajak gelang Eberhardt als Dritter seines Vorlaufs die Qualifikation für den Endlauf, den er auf dem sechsten Platz beendete.
1948 trat er in London erneut in zwei Wettkämpfen im Einer-Kajak an. Über 1000 Meter zog er nach Rang drei im Vorlauf ins Finale ein und beendete dieses nach 4:41,4 Minuten auf dem Bronzerang hinter Gert Fredriksson aus Schweden und dem Dänen Frederik Kobberup Andersen. In der Konkurrenz über 10.000 Meter, bei der 13 Kanuten starteten, belegte Eberhardt nach 52:09,0 Minuten den fünften Platz.